# Griseotyrannus aurantioatrocristatus
Griseotyrannus aurantioatrocristatus е вид птица от семейство Tyrannidae, единствен представител на род Griseotyrannus.

## Разпространение
Видът е разпространен в Аржентина, Боливия, Бразилия, Венецуела, Еквадор, Колумбия, Парагвай, Перу и Уругвай.